# Azoarcus
Azoarcus es un género de microorganismos pertenecientes al subgrupo beta de las proteobacterias. Presentan una morfología de diplobacilos cortos y son móviles gracias a la presencia de un único flagelo polar. Estas bacterias se encuentran frecuentemente en ambientes anóxicos contaminados con compuestos aromáticos.
Los primeros miembros de este género fueron aislados de la rizosfera de zonas tropicales y se catalogaron como organismos no desnitrificantes y con actividad nitrogenasa. Posteriormente, se observaron otras especies del género Azoarcus que presentaban la capacidad de crecer anaeróbicamente en condiciones desnitrificantes y en presencia de diversos compuestos aromáticos (tolueno, m-xileno, fenol, resorcinol, benzoato, fenilacetato,...) como único sustrato de crecimiento. Este subgrupo comprende tanto organismos anaerobios facultativos (Azoarcus sp. EbN1, A. evansii, A. tolulyticus, A. toluvorans, A. sp. CIB, etc.) como anaerobios estrictos (A. anaerobius).
En la actualidad, existen dos especies del género Azoarcus, Azoarcus sp. EbN1 y Azoarcus sp. BH72, cuyos genomas han sido secuenciados y se encuentran disponibles al público en diversas bases de datos.
- Datos: Q5715092
- Especies: Azoarcus